# Šine
Šine – dzielnica Splitu, drugiego co do wielkości miasta Chorwacji. Zlokalizowana jest na wschodnim krańcu miasta, ma 1 108 mieszkańców i 0,68 km² powierzchni.
Obszar dzielnicy Šine ograniczają:
- od południa – ulica Kralja Držislava,
- od zachodu – ulica Alkarska.

Z dzielnicą Šine sąsiadują:
- od północy – miejscowość Kamen wchodząca w skład miasta Split,
- od wschodu i południa – miejscowość Stobreč (również wchodząca w skład miasta Split),
- od zachodu – dzielnica Sirobuja.